# Adetus subellipticus
Adetus subellipticus es una especie de escarabajo del género Adetus, familia Cerambycidae. Fue descrita científicamente por Bates en 1880.
Habita en Guatemala. Los machos y las hembras miden aproximadamente 10 mm.